# Gastrolepta anthracina
Gastrolepta anthracina là một loài ruồi trong họ Tachinidae.